# 中国人民解放军国防大学军事文化学院
39°57′21″N 116°19′29″E / 39.955938°N 116.324587°E
中国人民解放军国防大学军事文化学院，前身为中国人民解放军艺术学院（军艺）。位于北京市海淀区中关村南大街18号，现隶属中国人民解放军国防大学，是中国人民解放军唯一一所综合性高等艺术院校。

## 沿革
1934年，中共中央在江西瑞金成立高尔基戏剧学校，这是中国共产党领导的军队中的第一所艺术院校。1938年，在延安成立鲁迅艺术学院。1941年，八路军留守兵团在延安创办部队艺术学校，简称延安“部艺”。
1960年9月18日，中国人民解放军艺术学院（简称解放军艺术学院、军艺）在北京正式成立。1969年10月被撤销。1978年恢复建制，在原有的音乐系、戏剧系、舞蹈系的基础上，又增加了美术系、文化工作系、文学系。中国人民解放军艺术学院隶属中国人民解放军总政治部。按照1992年8月26日中央军委颁发的《全军院校体制调整改革方案》规定，中国人民解放军艺术学院为中级院校，执行军级权限。
2016年，在深化国防和军队改革中，其原上级单位中国人民解放军总政治部撤销，该校改隶中央军事委员会训练管理部。
2017年，中国人民解放军艺术学院转隶中国人民解放军国防大学，更名为中国人民解放军国防大学军事文化学院。

## 编制
- 教务处
- 科研学术处
- 政治工作处
- 纪检监察处
- 安全管理处
- 供应保障处
- 办公室

### 专业设置
- 基础部
- 军队文化工作系
- 军事文化传播系
- 军事文艺创演系
- 实验艺术剧院

## 历任领导

### 中国人民解放军艺术学院
| 院长 1. 刘志坚 中将（1960年6月—1965年4月，兼任） 2. 魏传统 少将（1965年4月—1969年10月；1979年2月—1983年9月） 3. 胡可（1983年9月—1986年9月） 4. 邓斌（1986年9月—1988年7月） 5. 傅庚辰 少将（1992年8月—1995年） 6. 瞿琮 少将（1995年—1999年） 7. 申万胜 少将（1999年4月—2003年12月） 8. 陆文虎 少将（2003年12月—2008年11月） 9. 张继钢 少将（2008年11月—2012年） 10. 彭丽媛 少将（2012年—2017年7月） 副院长 - 陈其通 少将（1960年6月—1964年2月，兼任） - 魏传统 少将（1964年2月—1965年4月） - 沈定华（1960年6月—1969年10月；1979年2月—1983年9月） - 贺长青（1965年4月—1969年10月） - 刘佳（1979年6月—1983年9月） - 时乐濛（1979年6月—1984年9月） - 邓斌（1983年9月—1986年9月） - 魏风（1983年9月—1986年9月） - 张铭法（1985年10月—1986年10月） - 袁玉伯（1986年9月—1988年6月） - 禹文淮（1986年9月—1988年6月） - 乔佩娟 少将（1988年7月—1992年8月） - 朱力 大校（1988年7月—1989年3月） - 樊孝章（1989年4月—1989年5月） - 傅庚辰 少将（1989年4月—1992年8月） - 傅玉春 少将（1990年8月—1993年3月） - 赵骜 少将（1992年8月—1996年） - 孙加保 少将（1992年8月—1996年） - 王怡汉 少将（1993年7月—1998年） - 李存葆 少将（1996年8月—2005年） - 郑邦玉 少将（1996年8月—2003年5月） - 陆文虎 大校（？—2003年12月） - 边士法 大校（2003年—2004年） - 王秉才 少将（1999年12月—？） - 张学恒 少将（？—？） - 袁厚春 少将（？—？） - 朱向前 少将（2003年—2008年） - 冷冰 少将（2007年—？） - 左青 少将（2007年—2017年） - 张方 少将（2009年—2017年） - 梁玉师 少将（2009年—2017年） - 董斌 少将（2013年—2017年，常务副院长） - 张婷婷（2012年—2014年） - 王锋安（2015年—2017年） | 政治委员 1. 田学诚（1983年9月—1986年9月） 2. 魏凤（1986年9月—1988年7月） 3. 沈永权 少将（1988年7月—1992年8月） 4. 乔佩娟 少将（1992年8月—1995年） 5. [[]] 少将（1995年—1997年） 6. 殷宝洪 少将（1997年—2005年） 7. 谢立宏 少将（2005年—2008年10月） 8. 李永龙 少将（2008年—2011年） 9. 孙健 少将（2011年—2017年） 副政治委员 - 林谷 大校（1960年6月—1969年10月；1979年7月—1983年9月） - 魏传统 少将（1964年2月—1965年4月，兼任） - 陈辛火（1979年2月—1983年9月） - 袁玉伯（1983年9月—1986年9月） - 刘大为 少将（1998年—2007年） - 谢立宏 少将（？—2005年） - 章其平 少将（？—？） - 任洪森 少将（？—2013年） - 刘亚军 少将（2013年—2017年） |

### 中国人民解放军国防大学军事文化学院
| 院长 - 张启超（2017年7月—） | 政治委员 - 董斌（2017年7月—） |

## 知名校友
- 沈腾：著名演员
- 殷桃：著名演员
- 梁愛琪
- 舒力生：演员
- 徐璐
- 錢鋼
- 劉園園
- 董洁：著名演员
- 馬蘇：著名演员
- 沙溢：著名演员
- 闫妮：著名演员
- 谭晶：著名歌手
- 阿兰·达瓦卓玛：著名歌手
- 王宏伟：著名歌手
- 李立君
- 尚敬：导演
- 王力可
- 薩頂頂：著名歌手
- 巫剛
- 莫言：作家，诺贝尔文學奖得主
- 王筝
- 金星：著名舞者、主持人
- 杨洋：著名演员
- 李雨軒
- 张傲月：舞蹈演员，2013年第一届中国版《舞林争霸》冠军
- 郑逸桐
- 司晓红：央视主持人，加拿大环球华报集团总裁，加拿大环球文化基金主席
- 关少曾：演员，北京琴书大师关学曾之子，关晓彤之父
- 王媛可：著名演員
- 劉恆宇：內地演員
- 馬佳：青年歌唱家
- 李响：舞蹈家
- 劉迦：舞蹈家，和楊洋並稱軍藝雙子星
- 羅一舟：唱跳歌手、演員
- 张海峰，解放军军乐团第10任团长